# The Incident
The Incident je deseti studijski album britanskog rock-sastava Porcupine Tree i njegov prvi dvostruki album. Diskografska kuća Roadrunner Records objavila ga je 14. rujna 2009. Bio je nominiran za nagradu Grammy u kategoriji „Najbolji surround sound-album” i ušao je u prvih 25 mjesta na glazbenim ljestvicama u SAD-u i Ujedinjenom Kraljevstvu. Posljednji je studijski album sastava na kojem je bas-gitaru svirao Colin Edwin i posljednji studijski uradak koji je skupina objavila prije početka studijske pauze koja je trajala do 2022.

## O albumu
Porcupine Tree počeo je snimati pjesme za album u veljači 2009., što je potvrđeno objavom na službenim stranicama sastava: „Već je neko vrijeme u tijeku pisanje pjesama za idući PT-jev studijski album, a sastav je nedavno proveo dva tjedna na engleskom selu radeći na novim pjesmama. Snimanje tih pjesama i novog ciklusa pjesama koji traje 35 minuta [i koji je napisao Steven Wilson] počinje u veljači...” Skupina je na svojim stranicama i na Myspaceu također izjavila da će u rujnu 2009. otići na turneju. „The Incident”, pjesma za koju je skupina rekla da traje 35 minuta, poslije je postala 20 minuta dulja.
Dana 12. lipnja 2009. sastav je izjavio da će objaviti dvostruki album. U priopćenju za tisak izjavio je da okosnicu albuma čini naslovna pjesma, „pomalo nadrealan ciklus pjesama o početcima i završetcima te dojmu da 'nakon toga ništa više neće biti isto'”. Ta je pjesma objavljena na zasebnu disku, a na drugom disku nalaze se četiri zasebne skladbe koje su članovi sastava napisali u prosincu 2008.: „Flicker”, „Bonnie the Cat”, „Black Dahlia” i „Remember Me Lover”.
Pjesma „Time Flies”, dio skladbe „The Incident”, objavljena je kao singl, a glazbeni spot za tu pjesmu režirao je Lasse Hoile, dugogodišnji suradnik Porcupine Treeja.

## Koncept albuma
Wilson je osmislio koncept albuma kad se našao u prometnoj gužvi nastale zbog nesreće na cesti:

## Popis pjesama

### Prvi disk
Prvi disk albuma sadrži 55-minutnu pjesmu „The Incident”, no na svim je izdanjima podijeljena na 14 manjih pjesama.
Tekstovi: Steven Wilson, glazba: Wilson, osim ako je označeno drukčije.
| 1.    | »Occam's Razor« (instrumentalna pjesma)                           |                | 1:57  |
| 2.    | »The Blind House«                                                 |                | 5:46  |
| 3.    | »Great Expectations«                                              |                | 1:26  |
| 4.    | »Kneel and Disconnect« (instrumentalna pjesma)                    |                | 2:03  |
| 5.    | »Drawing the Line«                                                |                | 4:43  |
| 6.    | »The Incident«                                                    |                | 5:19  |
| 7.    | »Your Unpleasant Family«                                          |                | 1:47  |
| 8.    | »The Yellow Windows of the Evening Train« (instrumentalna pjesma) |                | 2:01  |
| 9.    | »Time Flies«                                                      |                | 11:40 |
| 10.   | »Degree Zero of Liberty« (instrumentalna pjesma)                  |                | 1:45  |
| 11.   | »Octane Twisted«                                                  | Porcupine Tree | 5:03  |
| 12.   | »The Seance«                                                      |                | 2:39  |
| 13.   | »Circle of Manias« (instrumentalna pjesma)                        | Porcupine Tree | 2:19  |
| 14.   | »I Drive the Hearse«                                              |                | 6:43  |
| 55:11 |                                                                   |                |       |

### Drugi disk
Na drugom disku nalaze se pjesme snimljene tijekom rada na albumu koje ne pripadaju ciklusu pjesama pod imenom „The Incident”.
Tekstovi: Steven Wilson. 
| 1.    | »Flicker«           | Porcupine Tree   | 3:42 |
| 2.    | »Bonnie the Cat«    | Porcupine Tree   | 5:45 |
| 3.    | »Black Dahlia«      | Richard Barbieri | 3:40 |
| 4.    | »Remember Me Lover« | Wilson           | 7:31 |
| 20:38 |                     |                  |      |

## Recenzije
| Zbirne ocjene   | Zbirne ocjene |
| Izvor           | Ocjena        |
| --------------- | ------------- |
| AnyDecentMusic? | 6,5/10        |
| Metacritic      | 72/100        |
| Recenzije       |               |
| Izvor           | Ocjena        |
| AllMusic        | [ 9 ]         |
| PopMatters      | 7/10          |
| Rolling Stone   | [ 11 ]        |
| Sputnikmusic    | 4/5           |

The Incident je dobio uglavnom pozitivne kritike. Na Metacriticu, koji glazbenim uradcima daje ocjenu od 0 do 100 na temelju prosječne ocjene recenzenata raznih publikacija, dobio je ukupno 72 bodova na temelju 8 recenzija, što označava „uglavnom pozitivne kritike”.
Greg Prato dao mu je tri i pol zvjezdice od njih pet u recenziji za AllMusic izjavivši da su Porcupine Treeju „uvijek važnije pamtljive pjesme od razmetljivih solaža, zbog čega je taj sastav svakako jedna od najboljih suvremenih skupina prog rocka”. U recenziji za Rolling Stone David Fricke dao mu je četiri zvjezdice od njih pet nazvavši naslovnu pjesmu „najsvjetlijim trenutkom” skupine. Chris Conaton dao mu je sedam bodova od deset u osvrtu za PopMatters; posebno je pohvalio Stevena Wilsona spomenuvši da je „zaista, zaista dobar autor pjesama” i da zato Porcupine Tree „ostaje relevantan i kad se ne bavi revolucionarnim stvarima”.

## Zasluge
| Porcupine Tree - Richard Barbieri – sintesajzer, klavijatura - Colin Edwin – bas-gitara, kontrabas - Gavin Harrison – bubnjevi, udaraljke, postprodukcija - Steven Wilson – vokal, gitara, klavijatura, miksanje |  | Ostalo osoblje - Steve Orchard – tonska obrada - John Wesley – dodatno snimanje gitare - Jon Astley – masteriranje - Darcy Proper – masteriranje za 5.1 - Lasse Hoile – fotografija - Hajo Mueller – ilustracija - Carl Glover – dizajn - Diana Nitschke – fotografija sastava - Susana Moyaho – fotografija Stevena Wilsona |

## Ljestvice
| Ljestvica              | Najviša pozicija |
| ---------------------- | ---------------- |
| Australija             | 35.              |
| Austrija               | 45.              |
| Belgija (Flandrija)    | 79.              |
| Belgija (Valonija)     | 40.              |
| Finska                 | 11.              |
| Francuska              | 35.              |
| Italija                | 33.              |
| Kanada                 | 23.              |
| Nizozemska             | 3.               |
| Norveška               | 19.              |
| Njemačka               | 17.              |
| Poljska                | 5.               |
| SAD (Billboard 200)    | 25.              |
| SAD (Top Rock Albums)  | 7.               |
| Španjolska             | 77.              |
| Švedska                | 23.              |
| Švicarska              | 20.              |
| Ujedinjeno Kraljevstvo | 23.              |